# ناحیه المقرن
ناحیه المقرن (به عربی: دائرة المقرن) یک ناحیه در الجزایر است که در استان الوادی واقع شده‌است.

## خصوصیات
ناحیه المقرن ۳۶٬۸۱۲ نفر جمعیت دارد.